# Ander Murillo
Ander Murillo García (* 22. července 1983, San Sebastián, Španělsko) je španělský fotbalový obránce a bývalý mládežnický reprezentant baskického původu, od roku 2011 hráč kyperského klubu AEK Larnaka. Hraje na postu stopera (středního obránce).

## Klubová kariéra
- Athletic Bilbao (mládež)
- Athletic Bilbao 2001–2010
- →  UD Salamanca (hostování) 2009–2010
- Celta de Vigo 2010–2011
- AEK Larnaka 2011–

## Reprezentační kariéra
Murillo působil v mládežnických reprezentacích Španělska U17, U19, U20 a U21.